# Gholam Reza Aghazadeh
Gholam Reza Aghazadeh (en perse : غلامرضا آقازاده), né à Khoy le 15 mars 1949, est un homme politique iranien. Il est actuellement vice-président de la république islamique d'Iran. Il a exercé les fonctions de ministre du pétrole de 1985 à 1997. Il dirige ensuite l'Organisation de l'énergie atomique d'Iran entre 1997 et 2009. Il est aussi membre du Conseil de discernement de l'intérêt supérieur du régime.